# Peter Cronau
Peter Cronau ist ein australischer Journalist und TV-Produzent von investigativen Reportagen.

## Werdegang
Cronau arbeitete zehn Jahre im Gemeindebereich, bevor er 1961 seine journalistische Karriere bei einem Kommunalradio in Sydney begann. Als freier Journalist veröffentlichte er Artikel in vielen der wichtigsten Zeitungen Australiens. An der University of Technology UTS erhielt Cronau 1991 einen Master in Journalismus. Er unterrichtete selbst Studenten in Journalismus und war von 1995 bis 1996 Direktor des Australian Centre for Independent Journalism ATCJ der UTS. 1998 begann Cronau für die Sendung Four Corners von Australian Broadcasting Corporation (ABC) Recherchen auszuführen. Später wurde er bei ABC Produzent von Media Watch und Reporter für Background Briefing im Radio. Auch für die Sendung 7.30 Report war Cronau tätig.
Cronau ist Mitgründer von Pacific Media Watch und Mitglied des Editorial Boards des Pacific Media Centers.

## Auszeichnungen
Den Menschenrechtspreis der Australian Human Rights Commission 2005 im Bereich Fernsehen ging an Cronau, Matthew Carney und Sandra Harvey für die Four-Corners-Reportage Out of Mind auf ABC. Die Reportage berichtet von psychisch kranken Obdachlose, die rehabilitiert werden sollten. Durch Finanzierungskürzungen Australiens und seiner Bundesstaaten wurden Psychiatrieplätze und Pflegekräfte gekürzt. Die Reportage begleitete kranke Menschen und Krankenhausangestellten in Sydney.
2006 erhielt Cronau mit Liz Jackson und Lin Buckfield für die Reportage Stoking the Fires in Four Corners den australischen Gold Walkley, Australiens wichtigster Journalistenpreis. Die Dokumentation befasst sich mit den Hintergründen der Unruhen in Osttimor 2006. 2019 wurde Cronau erneut für den Walkley Award nominiert; Zusammen mit Mark Willacy, Louie Eroglu und Naomi Selvaratnam für die Four-Corners-Reportage Inside the Watch House zu Kindern im Gefängnis in der Kategorie „Public Service Journalism“.
Am 6. Mai 2015 wurde Cronau von Staatspräsident Taur Matan Ruak die Insignia des Ordem de Timor-Leste verliehen, als Anerkennung seines Einsatzes für die Unabhängigkeit von Osttimor. Die Verleihung fand am 20. Mai 2015, zum 13. Unabhängigkeitstag Osttimors statt.

## Veröffentlichungen
- The Base – Australia's Secret Role in Amerca's Global Wars, ABC Books 2020.